# Renaud de Rochebrune
Pour les articles homonymes, voir Rochebrune.
 (novembre 2023).
Renaud Roulhac de Rochebrune,  dit Renaud de Rochebrune, est un écrivain, éditeur et journaliste français né le 22 mars 1947 à Aix-en-Provence et mort le 22 septembre 2022 à Villefranche-sur-Mer.

## Biographie

### Jeunesse
Renaud Roulhac de Rochebrune, est né le 22 mars 1947 à Aix-en-Provence. Il passe son enfance en Provence et vit ensuite à Paris.

### Formation
Après une classe préparatoire au lycée Massena de Nice, il est reçu au concours d’entrée à HEC (École des Hautes études commerciales) dont il est diplômé en 1969[réf. nécessaire].
Il obtient en 1980 un DEA (Diplôme d’études approfondies) dans la spécialité « Le champ freudien »[réf. nécessaire].

### Auteur
Renaud de Rochebrune est co-auteur avec Jean-Claude Hazera de l'ouvrage en deux tomes Les patrons sous l’Occupation paru aux Éditions Odile Jacob en 1995 et 1997 (réédition en 2013), et avec Benjamin Stora, du diptyque La guerre d’Algérie vue par les Algériens paru aux Éditions Denoël en 2011 pour le premier tome,, et en 2016 pour le second tome,.

### Éditeur
Renaud de Rochebrune  crée en 1983 les éditions Rochevignes qui publient une vingtaine d'ouvrages dans des domaines divers jusqu'à leur arrêt en 1986[réf. nécessaire].
Il collabore avec les Éditions Jean-Claude Lattès pour lesquelles il contribue à la publication de plusieurs ouvrages ainsi qu'au lancement de la carrière littéraire d'Amin Maalouf[réf. nécessaire] et de son ouvrage Léon l’Africain[réf. nécessaire].
Il crée avec Patrick Fridenson une collection intitulée « Hommes, histoires, entreprises » pour InterEditions; la collection  se retrouve aux Éditions Odile Jacob après le rachat d'InterEditions. Quatre livres, dont une traduction, ont été publiés dans cette collection, dont son ouvrage Les patrons sous l’Occupation.
Il contribue à la publication de plus de 30 ouvrages aux Éditions Denoël[réf. nécessaire], dont son deuxième ouvrage en deux tomes : La guerre d’Algérie vue par les Algériens.

### Journaliste
Il  débute en 1970 comme journaliste au magazine économique Entreprise et collabore ensuite en 1972-1973 au quotidien Le Monde, où il tient la rubrique « pétrole, énergies »[réf. nécessaire].
Il est co-rédacteur en chef du mensuel économique international Economia (Groupe Jeune Afrique) de 1974 à 1977 et responsable de la Revue française de gestion de 1985 à 2001[réf. nécessaire].

#### Economia
Béchir Ben Yahmed, fondateur et dirigeant de  Jeune Afrique, propose en 1974 à Renaud de Rochebrunne et Jean-Claude Hazéra de créer un titre économique international en français[réf. nécessaire] dont ils deviennent co-rédacteurs en chefs. Deux numéros paraissent sous forme de suppléments mensuels dans Jeune Afrique. Le thème du dossier principal du  premier supplément daté du 2 mars 1974 est « Le pétrole des Africains ». Dès le numéro 3, de juin 1974, Economia devient un mensuel. Il quitte le journal avant le dernier numéro de novembre 1977[réf. nécessaire].

#### Jeune Afrique
Renaud de Rochebrune a collaboré à l’hebdomadaire Jeune Afrique et au mensuel La Revue (2010-2021). Il est critique de cinéma pour les deux publications et participe au comité de rédaction de la Revue.[réf. nécessaire].

## Publications
- Jean-Claude Hazera et Renaud de Rochebrune, Les patrons sous l'Occupation. Tome 1 : Collaboration, résistance, marché Noir,  Odile Jacob, 1995.  (ISBN 978-2-738-10505-9)[4],[3]
- Jean-Claude Hazera et Renaud de Rochebrune, Les patrons sous l'Occupation. Tome 2 : 2 : Pétainisme, intrigues, spoliations, Odile Jacob, 1997.  (ISBN 978-2-738-10506-6)
- Jean-Claude Hazera et Renaud de Rochebrune, Les patrons sous l'Occupation, Odile Jacob, 2005.  (ISBN 978-2-738-10328-4)
- Benjamin Stora et Renaud de Rochebrune, La guerre d'Algérie vue par les Algériens, t. 1 : Des origines à la bataille d'Alger, Paris, Éditions Denoël, 2011.  (ISBN 978-2-207-25334-2)[5],[6],[7],[8]
- Benjamin Stora et Renaud de Rochebrune, La guerre d'Algérie vue par les Algériens, t. 2 : De la bataille d'Alger à l'indépendance, Paris, Denoël, 2017.  (ISBN 978-2-207-11192-5)[8],[9]